# Villers-en-Argonne
Villers-en-Argonne je francouzská obec v departementu Marne v regionu Grand Est. V roce 2015 zde žilo 231 obyvatel.

## Poloha obce
Obec leží u hranic departementu Marne s departementem Meuse
Sousední obce jsou: Beaulieu-en-Argonne (Meuse), Châtrices, Le Chemin, Passavant-en-Argonne a Sivry-Ante

## Vývoj počtu obyvatel
Počet obyvatel